# Dieter Below
Dieter Below (Rostock, 23 de junho de 1942) é um velejador alemão, medalhista olímpico. Ele competiu nos Jogos Olímpicos de Verão de 1976 na classe Soling e conquistou a medalha de bronze, ao lado de Olaf Engelhardt e Michael Zachries, como representantes da Alemanha Oriental.
O construtor naval treinado começou a navegar no SC Empor Rostock e em 1965 mudou-se para Berlim para o TSC Berlin, de onde surgiu o SC Berlin-Grünau em 1969. Após finalizar sua carreira esportiva, foi vice-secretário geral da associação de vela até 1990, depois trabalhou no SC Berlin-Grünau por quatro anos e, em seguida, como coordenador de esportes competitivos na associação de vela de Berlim até 2007.